# Pic Kowloon
Le pic Kowloon (en anglais : Kowloon Peak ; en chinois traditionnel : 飛鵝山) est situé à Hong Kong, entre les districts de Wong Tai Sin et de Sai Kung. Il marque la limite de la ville de New Kowloon ; il surplombe Ngau Chi Wan à l'est et Jeung Shan au nord. Culminant à une altitude de 603 mètres, le sommet est le plus élevé de New Kowloon.
Le pic Kowloon, situé dans le parc rural de Ma On Shan, permet aux touristes de profiter du panorama qui ouvre sur la péninsule de Kowloon, l'île de Hong Kong, Ho Chung et le port de Hebe Haven.
Situé sur le flanc de la montagne, la localité de Pak Fa Lam abrite la tombe de la mère de Sun Yat-Sen, le père de la nation chinoise. Au sommet du pic, il y a une station de télédiffusion numérique terrestre et de radiodiffusion de Hong Kong (qui couvre l'est de Kowloon, le district Est, Tseung Kwan O, la ville de Sai Kung, le port de Hebe Haven, etc.), ainsi qu'une centrale électrique sans-fil appartenant à CLP Holdings.
Les deux routes du pic de Kowloon et de Jat's Incline bordent le flanc de la montagne et relient le pied de la montagne de Cha Liu Au au sommet de Tate's Cairn. Une autre extrémité de la route du pic de Kowloon relie Clear Water Bay Road. Aucune route carrossable ne permet de relier le sommet, excepté des sentiers accidentés et dangereux. Il est en effet traversé par certaines sections du sentier MacLehose et celui de Wilson. Cependant, du fait de la confusion entre Tai Au Mun et Tai Hang Tun, de nombreuses personnes pensent à tort que le sommet de Tung Shan est celui du pic de Kowloon.

## Sommets voisins
- Tung Shan
- Jeung Shan
- Tai Sheung Tok
- Hammer Hill
- Buffalo Hill
- West Buffalo Hill
- Tate's Cairn